# Keanu: Macskaland
A Keanu: Macskaland (eredeti cím: Keanu) 2016-ban bemutatott amerikai akcióvígjáték. Keegan-Michael Key és Jordan Peele látható a főszerepben, a mellékszerepekben pedig Luis Guzmán és Method Man.

## Szereplők
| Szereplő                         | Színész                 | Magyar hang           |
| -------------------------------- | ----------------------- | --------------------- |
| Clarence Goobril / Smoke Dresden | Keegan-Michael Key      | Kálid Artúr           |
| Rell Williams / Oil Dresden      | Jordan Peele            | Csőre Gábor           |
| Hi-C                             | Tiffany Haddish         | Nemes Takách Kata     |
| Cheddar                          | Method Man              | Turi Bálint           |
| Bud                              | Jason Mitchell          | Szatory Dávid         |
| Bacon                            | Luis Guzmán             | Háda János            |
| Hannah                           | Nia Long                | Mezei Kitty           |
| Hulka                            | Will Forte              | Seder Gábor           |
| Koffer                           | Darrell Britt-Gibson    | Horváth Illés         |
| Sittes                           | Jamar Malachi Neighbors | Hegedüs Miklós        |
| Spencer                          | Rob Huebel              | Czvetkó Sándor        |
| Diaz király                      | Ian Casselberry         | Gubányi György István |
| Keanu (hang)                     | Keanu Reeves            | Varga Gábor           |
| Anna Faris                       | Anna Faris              | Gáspár Kata           |
| Alexis                           | Madison Wolfe           | Azurák Zsófia         |
| Belle                            | Jordyn A. Davis         | Gyarmati Laura        |
| Mank nyomozó                     | Richard Holden          | Bácskai János         |
| Hulka mamája                     | Susan McBrien           | Molnár Zsuzsa         |